# Дербес
Дербес (каз. Дербес, до 2001 г. — Кызылту) — село в Ордабасинском районе Туркестанской области Казахстана. Входит в состав Бадамского сельского округа. Код КАТО — 514633600.

## Население
В 1999 году население села составляло 1677 человек (872 мужчины и 805 женщин). По данным переписи 2009 года, в селе проживало 1868 человек (930 мужчин и 938 женщин).